# Christian Azzi

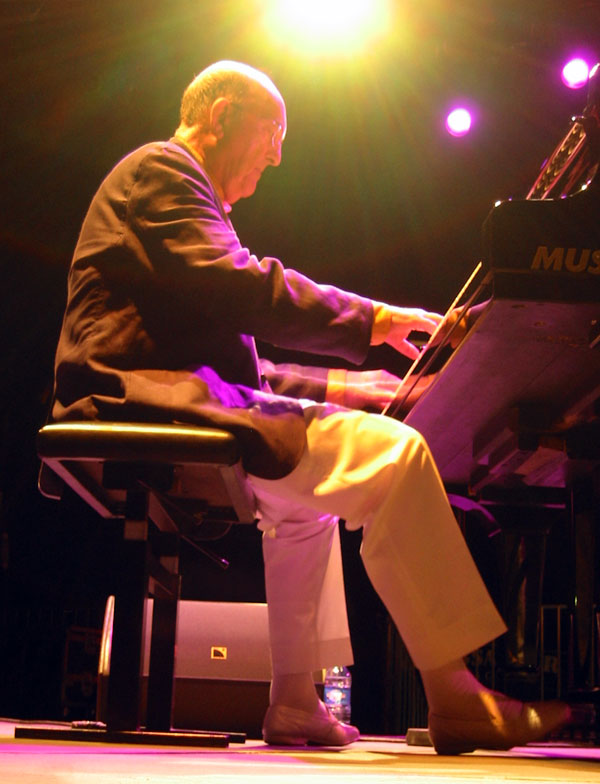
Christian Azzi (2005)

Christian Azzi (* 1. Dezember 1926 in Paris; † 21. November 2020 ebenda) war ein französischer Jazzpianist.

## Wirken
Azzi erhielt Klavierunterricht an der Schola Cantorum in Paris. 1946 wurde er Teil der Les Lorientais von Claude Luter, mit denen er regelmäßig auftrat und zahlreiche Platten aufnahm. Sie spielten auch den Soundtrack der französischen Filmkomödie Jugend von heute von Jacques Becker.
1949 wählte Sidney Bechet Azzi als Pianisten für sein Orchester; er blieb bis 1953 und nahm mehr als 100 Titel mit Bechet auf. Weiterhin arbeitete er für Maxim Saury. Mitte der 1960er Jahre gehörte er zum Traditional-Jazz-Quartett Paris Washboard, dem damals Alain Marquet, Louis Mazetier und Daniel Barda angehörten; mit Paris Washboard ging er auch nach 1998 mehrfach in Europa auf Tournee. Mit Jospin Mowgli und seiner High Society Jazz Band entstanden mehrfach Aufnahmen, zuletzt das Album Lasses Candy (1988). In den 1990er Jahren war er Mitglied der Watergate Seven (mit Marcel Bornstein, Marie-Christine Desplat, Daniel Barda, Marc Richard, Michel Marcheteau und Alain Marcheteau), die Alben wie Une Soirée au Petit Journal. Vol. 2 vorlegte. Seit 1999 leitete er mit Schlagzeuger Poumy Arnaud ein Sextett, das 2003 ein Album veröffentlichte und aus dem sich die Sidney Bechet Memory All Stars entwickelten.
Azzi arbeitete auch für Radio Europe 1 und war der Pianist des Quartetts von Christian Morin. Er ist auch auf Aufnahmen mit Mezz Mezzrow, Don Byas, Reimer von Essen (International Trio + 1 mit Trevor Richards und Olivier Franc) und Michel Pacout zu hören. 1991 wurde ihm der Prix Sidney Bechet (Ehrenpreis) verliehen.